# Chorągiew husarska prywatna Piotra z Bnina Opalińskiego
Chorągiew husarska prywatna Piotra z Bnina Opalińskiego – chorągiew husarska prywatna (koronna) I połowy XVII wieku, okresu wojen ze Szwedami i Moskwą.
Szefem tej chorągwi był wojewoda poznański Piotr Opaliński herbu Łodzia. Chorągiew wzięła udział w wojnie polsko-szwedzkiej 1626-1629.